# Luis Miguel Valdés Morales
Luis Miguel Valdés Morales (Pinar del Río, 12 de febrero de 1949) es un grabador, pintor y escultor cubano que reside en México desde 1991.

## Biografía
Su primera exposición personal la realiza en 1970; "Pintura y Carbón" (Nelson Domínguez, Luis Miguel Valdés) en la Galería L, en La Habana. Además en  1986 con Exposición de Dibujos y Grabados. Galería de la Bienal de Varna, Varna (Bulgaria).  
En 1976 VI Bienal Internacional de Grabado en madera, Banska Bystrica, Checoslovaquia; Trienal de la Pintura Realista Comprometida, Sala de Exposiciones de la Unión de Pintores Búlgaros, Sofía, Bulgaria; 
En 1978 VI Biennale Internationale de la Gravure Cracovie. (Pabellón de Exposiciones), Cracovia, Polonia; Fourth Triennale India, Lalit Kala Akademi, Rabindra Bhavan, Nueva Delhi, India.
En 1985 participó en la decimosexta International Biennial of Graphic Art . Moderna Galerija, Ljubljana, Yugoslavia.      * En 1987 17th International Biennial of Graphic Art. Moderna Galerija, Ljubljana, Yugoslavia.  
Siempre se ha desarrollado en la aplicación de nuevas tecnologías a las artes plásticas. Desde 1985, comienza la experimentación con medios digitales y en 1986 funda la Cátedra de Arte Digital en el Instituto Superior de Arte de La Habana. 
De esta incursión en nuevos recursos para la creación, realizó la primera exposición de arte digital en Cuba en 1987, en el Instituto Superior Pedagógico de Pinar del Río. Luego gana un premio en el Salón de la UNEAC con el primer video-instalación digital y en 1989 presenta el primer videoclip digital "El Breve Espacio En Que No Estás" (Pablo Milanés) en el Festival de Cine Latinoamericano.
Como creador que emplea estos medios, ha sido invitado a participar en numerosas exposiciones, concursos y eventos científicos, tales como el Salón de Arte Digital de La Habana. En el 2005 realiza en La Habana la exposición retrospectiva de arte digital: "Del Azafrán al Lirio, 20 años de Arte Digital en Cuba"

## Estudios
En 1969, Valdés completó su educación formal en la Escuela Nacional de Arte (ENA) y el Instituto Superior de Arte (ISA) de La Habana. Durante sus estudios, fue guiado por mentores como Servando Cabrera Moreno y Francisco Espinoza Dueñas, quienes desempeñaron un papel crucial en su desarrollo artístico. También recibió la influencia de maestros del arte como Francis Bacon, Pablo Picasso y Valerio Adami. Posteriormente en 1986, Valdés recibió una beca en el Atelier 17 de Stanley William Hayter en París, Francia, enriqueciendo su técnica y ampliando su visión artística. 

## Labor Docente
Es miembro fundador del Instituto Superior de Arte (ISA) de La Habana, en el cual ejerce como Jefe del Departamento de Grabado desde 1969 hasta 1991. Durante su labor docente, tutoreó y supervisó 58 Trabajos de Diploma de artistas como Roberto Fabelo, William Carmona y Agustín Rolando Rojas Leyva entre otros, dejando una huella significativa en la educación artística cubana. Posteriormente radicado en México impartió clases en el Centro de Cultura Casa Lamm en la materia de Apreciación de las Artes a los alumnos de la Maestría en Bellas Artes.

## La Siempre Habana
«La Siempre Habana» es un taller de grabado fundado en 2000, en Ciudad de México, por Valdés y el poeta mexicano Cuitláhuac Rangel. Su nombre proviene de la obra de Valdés, que por casi cuatro décadas, ha trabajado la temática de la arquitectura colonial cubana y la figura humana, en una larga serie titulada La Siempre Habana.
El proyecto fue concebido primeramente como Taller de Grabado para el trabajo del artista. Hoy se ha convertido en un importante centro de creación y difusión del grabado, ganando un reconocido espacio en la gráfica latinoamericana. En su primera etapa de vida ha integrado paulatinamente a grandes artistas de México y Cuba, contando ya con obras realizadas de más de 60 artistas.
Las obras realizadas en el Taller se encuentran en diversas colecciones privadas, instituciones, universidades, empresas, galerías y museos como:
- Museo Nacional de la Estampa, México.
- Museo José Luis Cuevas, México.
- Museo Nacional de Bellas Artes, Cuba.
- Museum of University of California, Irvine, USA.
- Museum of Arizona State University, USA.
- Bolsa Mexicana de Valores, México.
- Banco Nacional de Comercio Exterior, México.
- Marriott Reforma Hotel, México.
- Nortel Networks, México.
- Neoris de México, México.
- Forum Arte y Diseño, México.
- Casa de las Américas, Cuba.
- Centro de Cultura Casa Lamm, México.
- Casa de la Cultura Raúl Anguiano, México.
- Casa de Subastas Rafael Matos, México.
- Estampa Madrid, Feria del Grabado, España.
- Tristan Barbará Editions, España.
- Gráfica Actual Latinoamericana, México.
- Ediciones Arte y Naturaleza, España.
- Revista Artnexus, USA.
- Revista Arte Al Día Internacional, México.

## Obras en colecciones
- Museo Nacional de Bellas Artes, La Habana, Cuba.
- Casa de las Américas, Cuba.
- La Biblioteca Nacional José Martí, La Habana, Cuba.
- Taller Experimental de Gráfica (TEG), La Habana, Cuba.
- Museo Universitario de Arte Contemporáneo, UNAM, México D.F., México.
- Museo Nacional de la Estampa, México.
- Centro de Cultura Casa Lamm, México.
- Nortel Networks, México.
- Neoris de México, México.
- Forum Arte y Diseño, México.
- Casa de la Cultura Raúl Anguiano, México.
- Ediciones Arte y Naturaleza, España.
- Museo Nacional de Bellas Artes, Bucarest, Rumanía.
- Galería Nacional, Sofía, Bulgaria.
- Galería Nacional, Banska Bystrica, Eslovaquia.
- Instituto de Cultura Puertorriqueña, San Juan, Puerto Rico.
- El Centro Espiritualista Monseñor Oscar Arnulfo Romero, Managua, Nicaragua.
- Empresa de Proyectos No. 15, Ministerio de la Construcción, Santiago de Cuba, Cuba.